# Ramo di cervo
In araldica il termine ramo di cervo indica una delle corna del cervo, che presenta sei piccoli rami: in caso diverso se ne deve blasonare il numero. 
Abitualmente si rappresenta in posizione orizzontale con i rametti rivolti verso l'alto e l'attaccatura a destra.

D'argento, al ramo di cervo di quattro punte di nero (stemma di Münsingen, Germania)
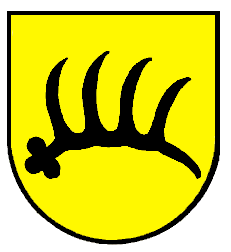
D'oro, al ramo di cervo di cinque punte di nero (Oppelsbohm, Berglen, Germania)
D'oro, a tre rami di cervo di cinque punte di nero, ordinati in palo (Contea del Württemberg)
Ramo di cervo di rosso, di cinque pezzi, posto in palo ("Biberstein", stemma della nobiltà polacca)